# Cratere Hár
Il cratere Hár è un cratere da impatto di 52,2 km di diametro presente sulla superficie di Callisto, satellite di Giove. È intitolato a Odino, di cui reca uno dei numerosi nomi. Il cratere presenta un rilievo centrale detto dome (cupola), che si crede risulti da un sollevamento tettonico a seguito dell'impatto. Questa caratteristica è abbastanza comune tra i crateri di Callisto che hanno un diametro superiore ai 60 km.